# Бугарска државна железница
Бугарска државна жељезница (буг. Български държавни железници) је државна жељезничка компанија у Бугарској и највећи жељезнички пријевозник у земљи, основана 1885. године у главном граду Софији. Од деведесетих година БДЖ се суочио са озбиљном конкуренцијом из аутомобилског транспорта. У периоду од 1994. до 2010. године дошло је до значајног пада тржишног удјела у путничком и теретном промету, а недостатак компетентног управљања погоршава ситуацију. До 2002. године предузеће је поседовало / управљало железничком инфраструктуром у земљи, када је према прописима ЕУ основано ново државно предузеће, Национално предузеће за железничку инфраструктуру, које је постало власник инфраструктуре.
Бугарска је чланица Међународне жељезничке уније (МЖУ). Код МЖУ за Бугарску је 52.

## Историја
Русе - Варна, прва бугарска железничка линија, почела се градити 1864. године. Турска влада је за њену изградњу ангажовала енглеску компанију којом је управљао Вилијам Гледстон, политичар и браћа Баркли, грађевински инжењери. Линија, дуга 223 km, отворена је 1866. године.
Године 1870. барон Маурис де Хирш почео је градњу жељезничке пруге Константинопољ - Белово, која је завршена три године касније.
Народна скупштина је 1885. године донијела Закон о жељезници, према којем се жељезнице у Бугарској сматрају државном имовином и њима управља држава. Године 1888. влада Стефана Стамболова експроприсала је жељезничку пругу Вакарел - Белово (изграђену и раније управљану од стране Виталиса) и почела је са радом. 1. августа отворена је целокупна пруга Цариброд - Софија - Белово за међународни саобраћај. Држава је откупила жељезничку пругу Русе - Варна и почела је са радом 10. августа. Због тога су основане Бугарске државне жељезнице, засноване на жељезничким пругама Цариброд - Софија - Белово и Русе - Варна. Независно Министарство жељезница, поште и телеграфа основано је 1912. године, а 1923. године државна школа жељезница.
Следећа велика жељезничка пруга која се отвара била је балканска жељезничка пруга, 1952. године.
Дизелски погон је уведен 1963. године за жељезнички саобраћај са дизел-хидрауличким Б′Б ′ локомотивама (класа 04), које је изградио СГП. Прва електрификована линија, Софија - Пловдив, ушла је у рад исте године са новом тада класом 41, коју је изградила Шкода. Прва дупла пруга, Синдел - Варна, завршена је годину дана касније.
Године 1978. почеле су операције на теретној линији Варна - Чорноморск са четири локомотиве који су могли превести сваки 104 вагона са четири осовине 1.520 mm. У Белославу је изграђен прекид колосека.
Дана 1. јануара 2002. године ступио је на снагу нови Закон о жељезничком саобраћају који је донијела Народна скупштина Републике Бугарске, према којем је Национална компанија Бугарске државне жељезнице подијељена на два засебна предузећа - жељезнички пријевозник (Бугарске државне жељезнице БДЖ) и инфраструктурно предузеће (национална компанија железничке инфраструктуре).
Европска комисија је званично упозорила Бугарску у мају 2010. године због неуспјеха у проведби Првих правила о жељезницама у вези са накнадама за приступ пругама. У октобру 2010. године најављено је даље реструктурирање, а БДЖ постаје холдинг компанија, а сва возна средства су додијељена путничким и теретним подружницама.

## Структура компаније
Од последњих реформи у 2007. години, одобрена је нова организациона структура.
БДЖ (холдинг компанија са једним дионичаром, Републиком Бугарском):
- БДЖ Путницки превози доо - одговоран за путницке услуге. Компанија је у 2009. години превезла 31,36 милиона путника.
- БДЖ Товарни превози доо - Превоз робе и експедиција са филијалом БДЗ СПЕД доо. Предузеће је у 2009. години превезло 13,3 милиона тона терета. Приватизација је покушана у 2012, али је отказана 2013. због финансијских проблема.[3]
- БДЖ Одржавање локомотива доо - управљање и сервисирање локомотива.
- БДЖ-Кончар дд - заједничко улагање између БДЖ доо и КОНЧАР Групе из Хрватске с главним циљем поправаки и модернизације локомотива.

## Тренутне локомотиве
| Класа   | Произвођач                 | Погон              | Напомена                                                             |
| ------- | -------------------------- | ------------------ | -------------------------------------------------------------------- |
| 06      | Електропутере – Крајова    | Дизел-електрична   |                                                                      |
| 07      | Лухансктепловоз            | Дизел-електрична   | Најпознатије локомотиве изграђене у Совјетском Савезу.               |
| 10      | Сименс                     | ДМУ-2              | Desiro Модерна дизел – хидраулика локомотива.                        |
| 30      | Сименс                     | ЕМУ-3              | Desiro Модерна електрична локомотива                                 |
| 31      | Сименс                     | ЕМУ-4              | Desiro Верзије класе 30                                              |
| 32      | РВР Рига                   | ЕМУ-4              | Совјетска класа ЕР25                                                 |
| 33      | РВР Рига                   | ЕМУ-4              | Совјетска класа ЕР33                                                 |
| 42.1    | Шкода                      | Електрични         |                                                                      |
| 43      | Шкода                      | Електрични         |                                                                      |
| 44      | Шкода                      | Електрични         | Као и класа 43, само са електричним кочницама.                       |
| 45      | Шкода                      | Електрични         | Као и класа 44. Максимална брзина 110 km/h.                          |
| 46/46.2 | Електропутере – Крајова    | Електрични         | ЛЕ5100 је најјача локомотива коју користе БДЖ. Слична класи 40.      |
| 51      | Ганц                       | Дизел              | Слична ЗС класа 641 и МАВ класа М44.                                 |
| 52      | VEB                        | Дизел – хидраулика | ДБ класа В 60.                                                       |
| 55      | ФАУР                       | Дизел – хидраулика | Највећи је број ових локомотива у БДЖ.                               |
| 61      | Шкода                      | Електрични         | Шунтер је лака локомотива, популарна због мало броја истих (око 20). |
| 66      | Humboldt-Deutzmotoren A.G. | Дизел – хидраулика |                                                                      |
| 75      | Хеншел и Син               | Дизел – хидраулика |                                                                      |
| 77      | ФАУР                       | Дизел – хидраулика |                                                                      |
| 81      | Kambarka Engineering Works | Дизел – хидраулика | Совјетска класа ТУ7 дизел локомотива                                 |

## Уски колосјеци
Године 1962. завршена је ускотрачна линија Септември-Добриниште која пролази кроз станицу Аврамово, која је највиша жељезничка станица на Балкану, на 1267,4 m. Даље, пролази кроз љетни и зимски туристички центар Банско. Линија је колосијек од 760 mм, неелектрифицирана, а примарно је опскрбљена дизел моторним локомотивама, али постоје добро очуване парне локомотиве које пружају атрактивне туре. Иако је туристима веома атрактивна, она је такође широко коришћена од стране локалног становништва за потребе јавног превоза.

## Железничке везе са суседним земљама
- Грчка - Кулата - Промахонас и Свиленград - Орестијада (Напомена: путничке услуге суспендоване од почетка 2011, настављене маја 2014)
- Македонија - преко Ниша у Србији или преко Солуна у Грчкој (Напомена: путничке услуге суспендоване од почетка 2011, настављене маја 2014)
- Румунија - преко Русе - Ђурђу мост преко Дунава, Кардам - Негру Вода и Видин - Калафат мост преко Дунава.
- Србија - преко Калотине - Димитровград, Србија
- Турска - преко Свиленград - Капикуле